# Окситетрафторид вольфрама(VI)
Окситетрафторид вольфрама(VI) — неорганическое соединение, оксосоль металла вольфрама и плавиковой кислоты с формулой WOF4,
бесцветные кристаллы,
реагирует с водой.

## Получение
- Действие плавиковой кислоты на окситетрахлорид вольфрама(VI):

{\displaystyle {\mathsf {WOCl_{4}+4HF\ {\xrightarrow {}}\ WOF_{4}+4HCl}}}
- Действие фторида свинца на оксид вольфрама(VI)

{\displaystyle {\mathsf {WO_{3}+2PbF_{2}\ {\xrightarrow {700^{o}C}}\ WOF_{4}+2PbO}}}

## Физические свойства
Окситетрафторид вольфрама(VI) образует гигроскопичные бесцветные кристаллы.
Реагирует с водой, плохо растворяется в тетрахлорметане и сероуглероде.
Растворяется в хлороформе и этаноле.
На холоду связывает аммиак с образованием оранжевого 
аддукта вида WOF4·½NH3.

## Химические свойства
- Реагирует с водой:

{\displaystyle {\mathsf {WOF_{4}+2H_{2}O\ {\xrightarrow {}}\ WO_{3}+4HF}}}